# Sant Antoni de Pàdua de Casa Castellar
 Sant Antoni de Pàdua de Casa Castellar és la capella particular de Casa Castellar, en el poble d'Esterri de Cardós, en el terme municipal del mateix nom, a la comarca del Pallars Sobirà.
És una petita capella privada dins de l'edifici principal de Casa Castellar.